# JR貨物UT16A形コンテナ
UT16A形コンテナ（UT16Aがたコンテナ）は、日本貨物鉄道（JR貨物）輸送用として籍を編入している、20 ft形の私有コンテナ（タンクコンテナ）である。1991年度より製造された。

## 概要
本形式の数字部位 「 16 」は、コンテナの容積を元に決定される。このコンテナ容積16 ㎥の算出は、厳密には端数を四捨五入計算の為に、内容積が15.5 - 16.4 ㎥の間に属するコンテナが対象となる。また形式末尾のアルファベット一桁部位「A」は、コンテナの使用用途（主たる目的）が「普通品の輸送」を表す記号として付与されている。

## 番台毎の概要

### 5000番台
5001 - 5006
日本通運所有、三菱レイヨン借受。アクリペット専用のステンレスタンク。
5007
クレハ運輸所有。塩化ビニリデン樹脂専用。

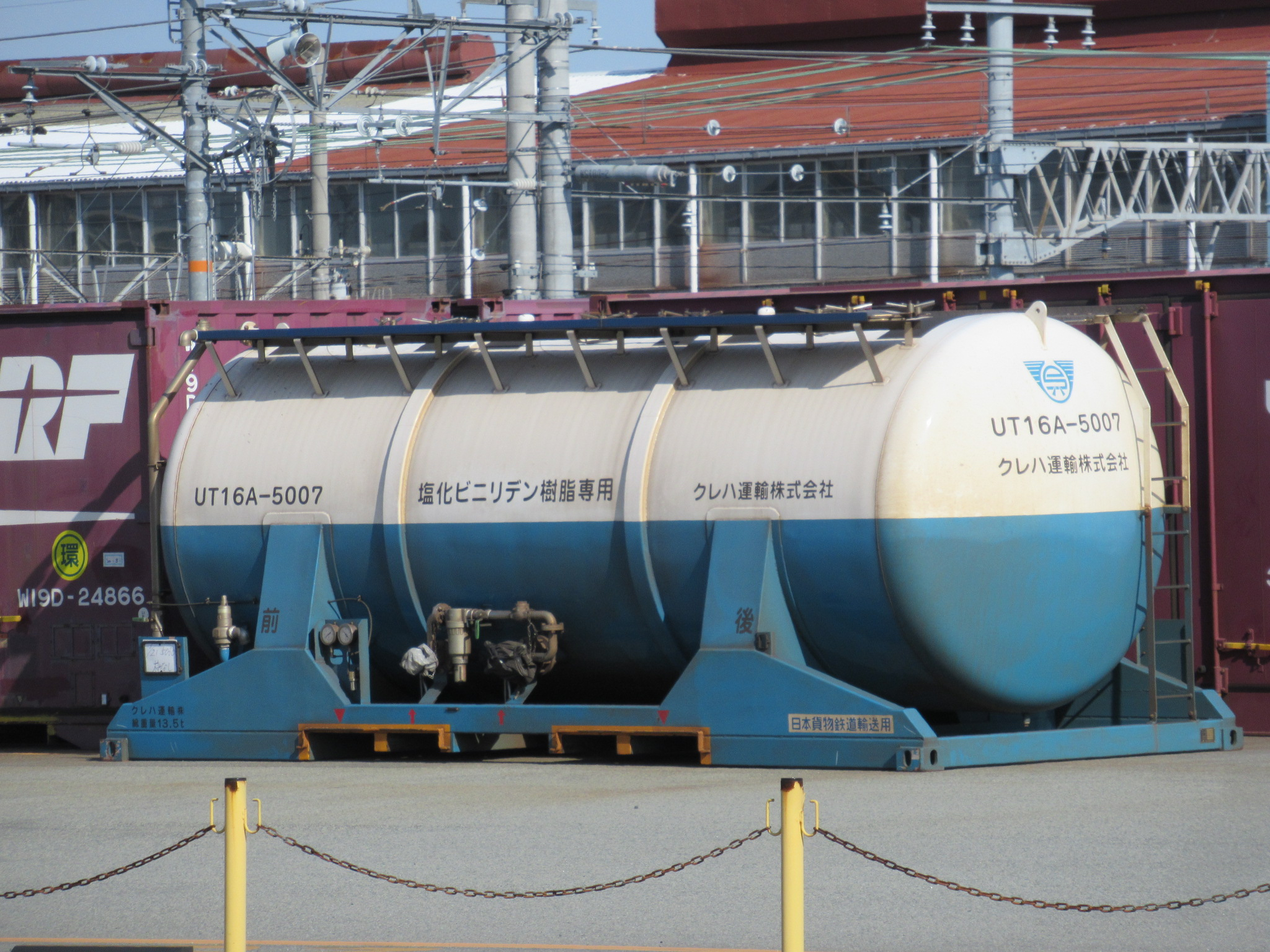
UT16A-5007 クレハ運輸所有。

## 外部サイト
- コンテナの絵本
- コンテナ日和